# سفارة الولايات المتحدة في أرمينيا
سفارة الولايات المتحدة في أرمينيا هي أرفع تمثيل دبلوماسي لدولة الولايات المتحدة لدى أرمينيا. تقع السفارة في يريفان وهي تهدف لتعزيز المصالح الأمريكية في أرمينيا.

## وصلات خارجية
- الموقع الرسمي
- قائمة سفارات الولايات المتحدة
- قائمة السفارات في أرمينيا